# Чангуа
Чангуа (исп. changua) — колумбийский суп для завтрака, распространённый в центральном Андском регионе Колумбии, в частности в районах Бояка и Кундинамарка, включая столицу Боготу. Он также имеет репутацию средства от похмелья и является популярным ужином поздно вечером.
Чангуа происходит от слова Муиска XIE, что означает воду или реку, и NYGUA, что означает соль. Смесь равных количеств воды и молока нагревают с добавлением соли. Как только жидкость закипит, одно яйцо на порцию разбивают в кастрюлю, не разбивая желток, следя, чтобы яйца не склеились между собой в кастрюле, и оставляют вариться под крышкой около минуты. Бульон подается в миске с зелёным луком, который можно обжарить заранее, но обычно этого не делают, кудрявой кинзой и куском чёрствого хлеба под названием «каладо», который размягчается в чангуа. Иногда его подают с кусочками сыра, которые плавятся в бульоне.
Современные версии чангуа включают куриный или овощной бульон вместо воды, томатное конкассе (нарезанные помидоры без шкурки), нарезанную кинзу, булочку альмоджабану и арепу «Чокло».